# Margaret Jay
Margaret Ann Jay (née Callaghan ; le 18 novembre 1939), est une femme politique britannique du Parti travailliste et ancienne productrice et présentatrice de télévision de la BBC.

## Biographie
Elle est la fille de James Callaghan, un homme politique travailliste et Premier ministre et elle fait ses études à Blackheath High School, Blackheath et Somerville College, Oxford.
Entre 1965 et 1977, elle occupe des postes de production au sein de la BBC, travaillant sur les programmes télévisés d'actualité et de formation continue. Elle est ensuite devenue journaliste au prestigieux programme Panorama de la BBC et à This Week de Thames Television et présente la série BBC 2 Social History of Medicine. Elle s'intéresse beaucoup aux questions de santé, notamment en tant que militante sur le VIH et le SIDA. Elle est directrice fondatrice du National Aids Trust en 1987 et est également mécène de Help the Aged.
Entre 1994 et 1997, elle est présidente de l'association caritative Attend (alors Association nationale des hôpitaux et des amis de la communauté). En 2003, elle est élue vice-présidente d'Attend.

## Carrière politique
Elle est nommée pair à vie le 29 juillet 1992 avec le titre de baronne Jay de Paddington, de Paddington dans la ville de Westminster, et devient whip d'opposition à la Chambre des lords. En association avec le syndicat des travailleurs de magasin, elle a mené l'opposition à la libéralisation des heures de négociation le dimanche.
Après les Élections générales britanniques de 1997, elle est devenue porte-parole pour la santé à la Chambre des lords et ministre des femmes. À partir de 1998, elle est Leader de la Chambre des lords, jouant un rôle central dans la grande réforme qui a conduit au départ de la plupart de ses membres héréditaires. Le 11 novembre 1999, le projet de loi de réforme du gouvernement (House of Lords Act 1999) reçoit la sanction royale et plus de 660 pairs héréditaires perdent leur droit de siéger et de voter aux Lords.
Elle prend sa retraite de la politique active en 2001. Parmi les nombreux rôles non exécutifs qu'elle a assumés depuis sa retraite de la politique, elle a été directrice non exécutive de BT Group.
Elle est coprésidente de la Commission multipartite sur l'Irak (avec Tom King et Paddy Ashdown), créée par le groupe de réflexion du Foreign Policy Center et Channel 4.

## Vie privée

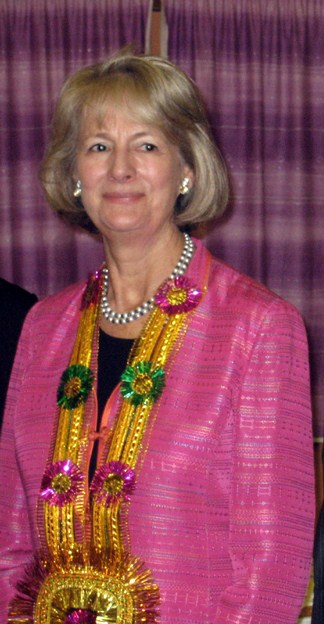
La baronne Jay en 2009.

En 1961, Callaghan épouse son collègue journaliste Peter Jay (en), lui-même enfant de personnalités politiques : Douglas Jay, député travailliste et président de la Commission du Commerce, et Margaret (Peggy) Jay, membre du Greater London Council. Peter Jay est nommé ambassadeur aux États-Unis par son ami David Owen, ministre des Affaires étrangères du gouvernement de son père, ce qui conduit à des accusations de népotisme.
Aux États-Unis, elle rencontre le journaliste Carl Bernstein, qui a contribué à dénoncer le Scandale du Watergate, avec qui elle a eu une relation extraconjugale très médiatisée en 1979. L'épouse de Bernstein, Nora Ephron, évoque l'histoire dans son roman Brûlures d'estomac, dans lequel le personnage de « Thelma » est une représentation à peine déguisée de Jay. Peter Jay a ensuite eu une liaison avec leur nounou, et a ainsi un enfant (il a initialement nié la paternité). Les Jay ont divorcé en 1986 après 25 ans de mariage, et elle a vécu pendant un certain temps avec Robert Neild, un économiste de l'université de Cambridge.
En 1994, elle épouse Michael Adler, spécialiste du sida, qui a présidé le National AIDS Trust lorsqu'elle en était la directrice. Elle conserve son nom de famille de son premier mariage. Elle a trois enfants : Tamsin, Alice et Patrick.

## Crédit d'auteurs
- (en) Cet article est partiellement ou en totalité issu de l’article de Wikipédia en anglais intitulé « Margaret Jay, Baroness Jay of Paddington » (voir la liste des auteurs).